# Built-in self-test

Un built-in self-test, souvent appelé par l'acronyme BIST, est un mécanisme permettant à un système matériel ou logiciel[réf. nécessaire], ou comprenant les deux, de se diagnostiquer lui-même. Le diagnostic peut être déclenché soit par l'utilisateur soit automatiquement. Si le diagnostic se fait automatiquement, il peut se faire à intervalle régulier, par déclenchement d'un circuit d'autosurveillance ou encore en continu.
On trouve souvent ce mécanisme dans les circuits intégrés, car il permet une automatisation de la vérification du circuit. Cette vérification se fait avant la vérification fonctionnelle.

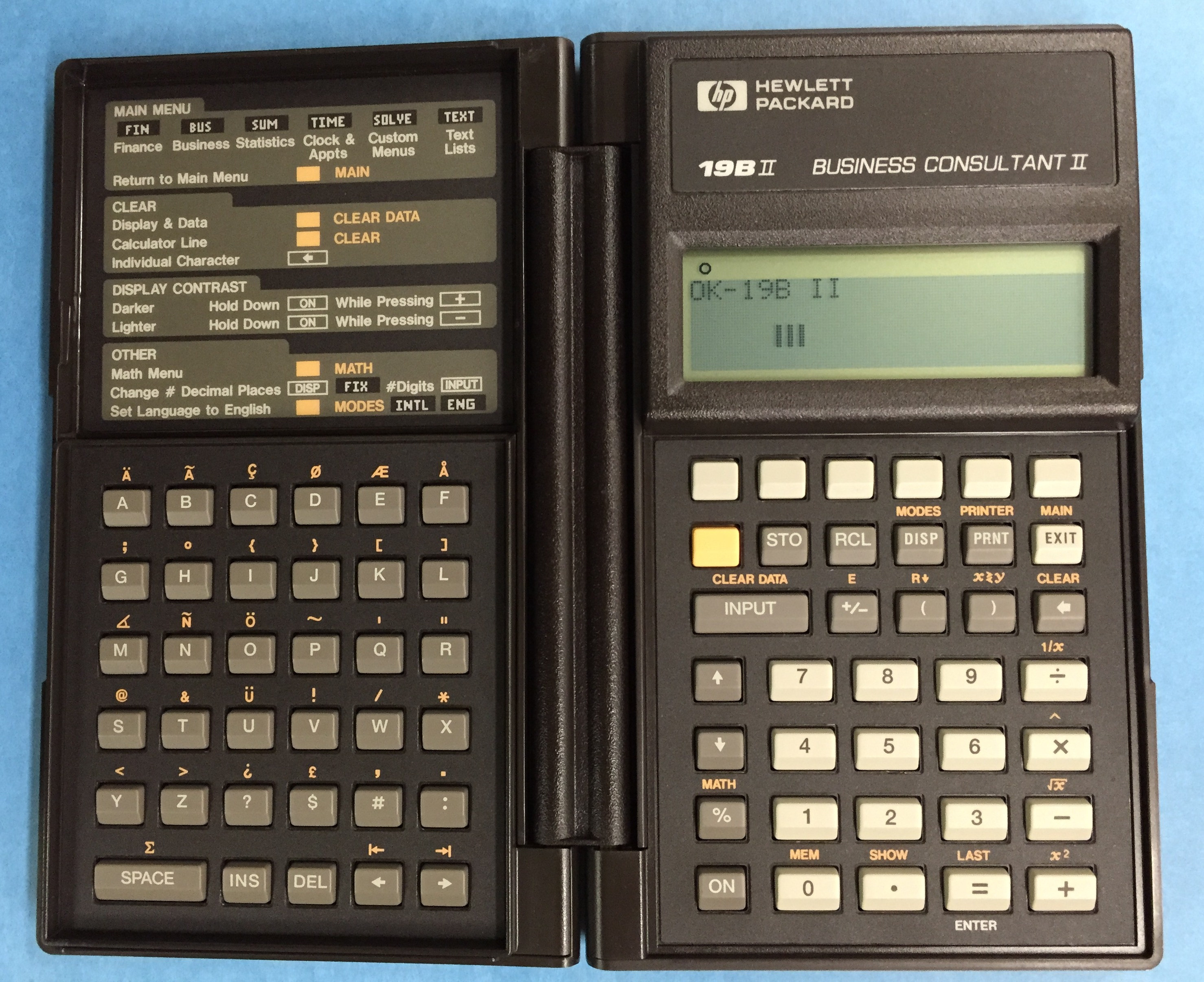
Calculatrice HP 19B affichant un self-test positif.